# Kikladi
Kikladi (grško starogrško Κυκλάδες, Kykládes, [kikˈlaðes]) so otočje v Egejskem morju jugovzhodno od celinske Grčije in bivša administrativna prefektura Grčije. Ime otočja je izpeljano iz grške besede κύκλος kýklos 'krog', saj gre za otoke, ki obkrožajo sveti otok Delos. Največji otok Kikladov je Naksos, otok za največjim številom prebivalcev pa Siros. Drugi znani otoki so še Santorini, Mikonos, Tinos, Milos, Siros, Paros, Folegandros, Sikinosi, Ios (Híos), Anafi, Andros, Kea ...

## Zgodovina
Pomembna kikladska kultura poznega neolitika in zgodnje bronaste dobe je najbolj znana po svojih shematskih ploščatih skulpturah, izklesanih iz čistega belega marmorja stoletja preden je na Kreti na jugu nastala velika minojska civilizacija srednje bronaste dobe. 
Značilna neolitska kultura, ki je združevala anatolske in celinske grške elemente, je nastala v zahodnem Egejskem morju pred letom 4000 pr. n. št. Zanjo so bile značilni dvozrna pšenica, divji ječmen, reja ovac, koz in prašičev ter lov na tune, ki so ga očitno opravljali z majhnimi čolni. Med raziskana najdišča spadajo Halandriani, Filakopi, Skarkos, Saliagos in Kefala (na Kei) z znaki obdelave bakra. Na majhnih Kikladskih otokih je lahko živelo največ nekaj tisoč ljudi. Nekatere vrste kikladskih ladij kažejo, da so imele po petdeset veslačev, ki jih je bil treba zbrati iz raztresenih otoških skupnosti. Ko se je na Kreti razvila visoko organizirana dvorna kultura, je kikladska kultura izgubila svojo pomembnost. Izjema je bil otok Delos, ki je obdržal svoj arhaični ugled svetišča skozi celo antiko do pojava krščanstva. 

### Arheologija
Prvim arheološkim izkopavanjem v 80. letih 19. stoletja so sledila sistematična izkopavanja Britanske šole v Atenah in Kristosa Tsountasa, ki je v letih 1898–1899  raziskal pokopališča na več otokih in uvedel izraz "kikladska civilizacija". Zanimanja je zatem malo zastalo in se nato povečalo sredi 20. stoletja, ko so se ljudje začeli zanimati za drobne kipce, podobne delom kiparjev Jeana Arpa in Constantina Brâncușija. Najdišča so bila izropana in začela se je živahna trgovina s ponaredki. Za mnoge od teh kikladskih figurin je bil kontekst večinoma uničen in njihov pomen morda nikoli ne bo popolnoma razumljen.
Še en zanimiv in skrivnosten predmet so kikladske ponve. Natančnejša arheologija je razkrila široke obrise kmetijske in pomorske kulture, ki se je prenesla iz Anatolije okoli 5000 pr. n. št. Zgodnja kikladska kultura se je razvijala v treh fazah v obdobju okoli 3300-2000 pr. n. št., potem pa jo je vedno bolj preplavljal naraščajoč vpliv minojske Krete. Kultura celinske Grčije, sodobnica kikladske kulture, je znana kot heladsko obdobje.
V zadnjih desetletjih so Kikladi postali priljubljeni med evropskimi in drugimi turisti, posledično pa so se pojavile težave z erozijo, onesnaževanjem in pomanjkanjem vode.

## Geografija
V Kilkadih je okoli 220 otokov. Večji otoki so Anafi, Andros, Antiparos, Delos, Ios, Kea, Kimolos, Kythnos, Milos, Mikonos, Naksos, Paros, Folegandros, Serifos, Sifnos, Sikinos, Siros, Tinos in Thira ali Santoríni. Med manjše otoke spadajo Donousa, Eschati, Giaros, Irakleia, Koufonisia, Makronisos, Rineia in Schoinousa. Ime Kikladi pomeni otoke, ki tvorijo krog okoli svetega otoka Delos. Večina manjših otokov ni naseljena. Glavno mesto in upravno središče nekdanje prefekture je Ermoupoli na Sirosu.
Otoki so vrhovi potopljenega goratega ozemlja. Izjemi sta Milos in Santorini, ki sta ugasla vulkana. Podnebje je na splošno suho in blago. Tla, z izjemo Naksosa, niso zelo rodovitna. Med kmetijske pridelki spadajo vino, sadje, pšenica, olivno olje in tobak. V višjih legah so temperature nižje, sicer pa na otokih ni zimskega vremena.
Južno od Kikladov je Kretsko morje.
- Ermoupoli, glavno mesto Kikladov
- Santorini
- Mikonos
- Naksos
- Folegandros
- Milos
- Traditionalna vraka (hlače) z egejskih otokov

## Uprava
Kikladska prefektura (grško Νομός Κυκλάδων) je bila ena od grških prefektur. Prefekture so bile leta 2011 ukinjene, ozemlje Kikladske prefekture pa je bilo razdeljeno na devet regionalnih enot Južne egejske regije:
- Provinca Amorgos: Amorgos
- Provinca Andros: Andros
- Provinca Kea: Ioulis
- Provinca Milos: Milos
- Provinca Naksos: Naksos
- Provinca Paros: Paroikia
- Provinca Siros: Ermoupoli
- Provinca Tinos: Tinos
- Provinca Thira: Thira

Opomba: Province Grčiji nimajo več nobenega pravnega statusa.

## Kuhinja
Med lokalne specialitete spadajo:
- brantáda, jed iz fileja polenovke
- fava santorinis, jed iz španske graše (Lathyrus clymenum)
- fourtalia (Andros), omleta
- kakavia (juha)
- matsata (testenine)
- kalasouna (Naksos)
- kalogeros (Naksos)
- krompirjevi ocvrtki
- različni siri, kot so kopanisti mikonou, manoura sifnou, armeksia, malaksia, hloro, San Michali in drugi
- loutza, podobna ciprski lountzi
- strapatsada (Koskosela)
- sfougato (omeleta)
- lazarakia (desert)
- melitinia (desert)
- melopita (desert)
- santorini (vino)